# Governador de Siena

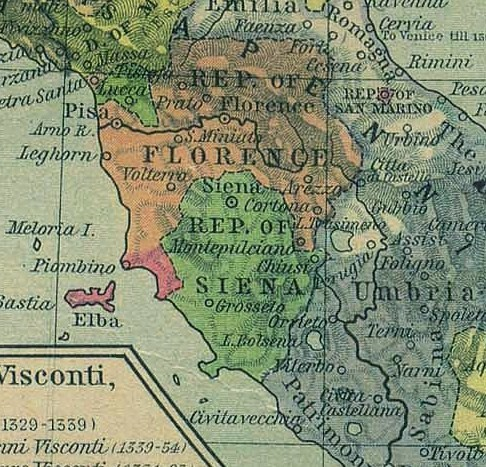
Mapa da república de Siena em 1494.

Governador de Siena era um cargo de prestígio do Estado Toscano, criado na sequência da conquista da República de Siena pelos exércitos coligados de Espanha e do Ducado de Florença em 1555.
A conquista da velha república e a posterior fusão com o ducado de Florença, originou o novo Grão-Ducado da Toscana. Cosme I de Médici, que passa de duque de Florença a primeiro Grão-duque da Toscana, criou o cargo de Governador como representante dos Médici em Siena.

## Enquadramento histórico
As repúblicas de Siena e Florença, rivais de longa data, acabaram por confrontar-se durante as Guerras de Itália. Florença (transformada em Ducado em 1531), sob a liderança dos Médici e aliada aos Habsburgos, derrotou a sua rival, tradicionalmente alinhada com os Franceses.
Siena capitulou perante o exército aliado Hispano-Florentino em 21 de abril de 1555. Filipe II de Espanha, de quem os Médici eram credores, cedeu os territórios conquistados a Florença, exceptuando uma série de fortalezas costeiras com as quais constituiu o Estado dos Presídios.
Em 1569, a fusão de Florença e Siena, origina o novo Grão-ducado da Toscana, formalmente vassalo quer do Império (pelo antigo Ducado de Florença), quer de Espanha (pela antiga República de Siena).
Os territórios de Siena foram rebaptizados de Stato Nuovo e, para sublinhar a sua importância, os Grão-duques Médici nomeavam sobretudo membros da família Grã-ducal como governadores de Siena. Tratava-se de uma figura importante na hierarquia da Toscana e com precedência protocolar sobre todos os outros cargos estatais.

## Lista de governadores de Siena
- 1528-1530 e 1531-1541 - Afonso Piccolomini, membro da influente família sienesa dos Piccolomini;
- 1627–1629 - Catarina de Médici, filha de Fernando I de Médici, Grão-duque da Toscana;
- 1629-1636 e 1641-1643 - Matias de Médici, filho de Cosme II de Médici, Grão-duque da Toscana;
- 1636–1641 e 1643-1644 - Leopoldo de Médici, filho de Cosme II de Médici, Grão-duque da Toscana;
- 1644–1683 - vacante;
- 1683-1711 - Francisco Maria de Médici - filho de Fernando II de Médici, Grão-duque da Toscana;
- 1711-1717 - desconhecido;
- 1717-1731 - Violante Beatriz de Baviera, nora de Cosme III de Médici, Grão-duque da Toscana.